# John Paxton (Schauspieler)
John Lane Paxton (* 14. Juli 1920 in Kansas City, Missouri; † 17. November 2011 in Rancho Santa Fe, Kalifornien) war ein US-amerikanischer Unternehmer in der Holzindustrie, Schauspieler und Produzent, mit einer 23 Jahre umfassenden Karriere im Film und Fernsehen.

## Leben und Karriere
Paxton war der Sohn von Marjorie Lane und Frank Paxton senior und wuchs in Kansas City im US-Bundesstaat Missouri auf. Er hatte eine älteren Bruder names Frank junior und einen jüngeren Bruder namens Robert; beide starben vor ihm. Er war zudem der Cousin sechsten Grades von Sara Paxton.
Seit dem 1. Dezember 1951 war er – bis zu seinem Tod – mit Mary Lou Gray verheiratet. Das Paar hatte eine Tochter, Ann, und die drei Söhne Robert G., Steve und den Schauspieler William „Bill“ Paxton.
Bevor er sich im Alter von 70 Jahren der Schauspielerei widmete, war Paxton geschäftsführender Vizepräsident und Direktor der Frank Paxton Lumber Company, einem Holzunternehmen in Kansas City, sowie deren Tochtergesellschaften Paxton-Patterson Technology Products und der Lietz Company, die Messgeräte herstellte. Letztere wurde später von Jeld-Wen, Inc. und Sokkisha aus Japan übernommen.
Seine zweite Karriere galt der Schauspielerei. Einen ersten Auftritt vor der Kamera hatte er 1990 in dem Horrorfilm Brain Dead. Es folgten Rollen in Fernsehserien und Filmen wie Barb Wire, Dämonisch, Ein einfacher Plan, Drag Me to Hell und Die fantastische Welt von Oz, seinem letzten Auftritt vor der Kamera im Jahr 2013. Eine wiederkehrende Rolle hatte er in der Spider-Man-Trilogie des Regisseurs Sam Raimi, mit Tobey Maguire in der Hauptrolle.
Vor dem Umzug nach Rancho Santa Fe lebte die Familie in Fort Worth, wo Paxton Treuhänder des Fort Worth Art Center war.
Paxton, der Mitglied der Screen Actors Guild (SAG) war, starb im Alter von 91 Jahren. Er wurde von seiner Ehefrau, seinen Kindern und sieben Enkelkindern überlebt, darunter die Kinder der Schauspielerin Louise Newbury und von Bill Paxton, James und Lydia Paxton, die ebenfalls als Schauspieler arbeiten.
Im deutschen Sprachraum wurde Paxton unter anderem von Gerd Holtenau , Michael Narloch und Hans Nitschke synchronisiert.

## Filmografie (Auswahl)
- 1990: Brain Dead
- 1993: Psycho Cop II
- 1994: Die James Gang (The James Gang)
- 1996: Barb Wire
- 1996: Last Man Standing
- 1997: Traveller – Die Highway-Zocker
- 1998: Die nackte Wahrheit über Männer und Frauen
- 1998: Ein einfacher Plan
- 2001: Dämonisch
- 2002: Spider-Man
- 2003: Boomtown (Fernsehserie)
- 2004: Spider-Man 2
- 2005: Medium – Nichts bleibt verborgen (Fernsehserie)
- 2007: Spider-Man 3
- 2009: Drag Me to Hell
- 2013: Die fantastische Welt von Oz (posthum)